# Hans Bild
Hans Bild, född 7 mars 1921, död 15 maj 2004, var en tysk fotbollsspelare.
Hela sin klubblagskarriär representerade han Borussia Neunkirchen. Han spelade därtill 2 A-landskamper för Saarland 1951.